# Budwin Conn
Pour les articles homonymes, voir Conn.
Budwin Conn (né le 20 janvier 1927 à Cleveland et mort en 2007 à Londres) est un peintre de nationalité américaine,.

## Biographie
Budwin Conn est né à Cleveland, après une enfance à New York, il étudie avec Hans Hoffmann, figure fondatrice de l'école new-yorkaise et maître de Jackson Pollock. Il y côtoie Edward Melcarth et le sculpteur Milton Horn (en),.
Il réside en Europe toute sa vie d'abord en Italie en Toscane, puis à Valence en Espagne et à Londres, dans l'ancien atelier de John Singer Sargent au 33 Tite Street (Royal Borough of Kesington), jusqu'à sa mort en 2007.
Selon Cecil Gould, ancien conservateur de la National Gallery, « Budwin Conn est l'un des rares artistes vivants - peut-être le seul - qui allie l'art du dessin et l'utilisation d'une couleur sensuelle pour peindre des scènes contemporaines. ».

## Expositions
- 1959 : National Academy - New York
- 1963 : Galleria 88 - Rome
- 1965 : Upper Grosvenor Gallery - Londres
- 1987 : Expositions pendant plusieurs années à la Galerie H-M - Paris